# Комета Темпеля — Туттля
Комета Темпеля — Туттля (55Р/Tempel-Tuttle) — комета сімейства Урана. Комета має ядро діаметром 4 кілометри й обертається навколо Сонця приблизно за 33,25 року.
Комету майже одночасно й незалежно один від одного відкрили Ернст Темпель 19 грудня 1865 р. і Горас Таттл 6 січня 1866 р. Її названо іменами відкривачів.
Унаслідок викидів речовини з ядра комети утворюється метеорний рій. У середині листопада, коли Земля наближається до орбіти комети, спостерігають метеорний потік Леоніди.